# Lauana Prado
Lauana Prado, nata Mayara Lauana Pereira e Vieira do Prado (Goiânia, 25 maggio 1989), è una cantante brasiliana.

## Biografia
Nata a Goiânia e cresciuta a Araguaína, in Tocantis, si è laureata in comunicazione sociale alla Universidade Federal do Maranhão. Ha successivamente partecipato a diversi programmi canori a livello nazionale, tra cui The Voice Brasil, dove è entrata a far parte del team di Carlinhos Brown, risultando semifinalista.
È salita alla ribalta nel 2018 grazie al primo EP eponimo che contiene la hit realizzata con Maiara & Maraísa Cobaia, che ha raggiunto la 7ª posizione della classifica dei singoli nazionale, ottenendo il sestuplo diamante dalla Pro-Música Brasil con oltre 1 800 000 unità vendute in suolo brasiliano. Anche i brani Viva voz, Você humilha, Melhor saída e l'album live Verdade hanno ottenuto una certificazione dalla Pro-Música Brasil, accumulando così otto platini per un totale di 680 000 unità di vendita.

## Discografia

### Album in studio
- 2020 – Em frente
- 2021 – Natural, vol. 1
- 2022 – Natural

### Album dal vivo
- 2016 – Ensaio acústico
- 2018 – Verdade
- 2020 – Livre
- 2022 – Raiz
- 2023 – Ao vivo em Brasília
- 2023 – Raiz Goiânia
- 2025 – Transcende: Ao vivo no Ibirapuera

### EP
- 2018 – Lauana Prado
- 2019 – Livre, vol. 1
- 2020 – Livre, vol. 2
- 2024 – Transcende
- 2025 – MTGs (Funk Remix)

### Raccolte
- 2021 – Lauana Prado: As melhores

### Singoli
- 2017 – Meu coração não é hotel (feat. Gusttavo Lima)
- 2018 – Cobaia (con Maiara & Maraísa)
- 2018 – Batimento de solteira (con Fernando & Sorocaba)
- 2018 – Liga e chora (con Gabriel Diniz)
- 2019 – Duvido que vamos brigar novamente (con Edson & Hudson)
- 2019 – Suor da sua boca (con Bruno & Marrone)
- 2019 – Beijo amador (con Matheus & Kauan)
- 2019 – Secador de lágrimas (con PH e Michel)
- 2020 – Figurinha repetida (con Léo Santana)
- 2020 – Viva voz (Remix) (con Hollow Saints)
- 2020 – Comfia em mim (con Donatto)
- 2020 – V de vingança
- 2020 – Sua mãe tá nessa
- 2020 – Saúde mental
- 2020 – Surra de cama (con Xand Avião)
- 2020 – Volta marcada (con Juan Marcus & Vinicius)
- 2021 – Baladinha (con Bruninho & Davi e MC Zaac)
- 2021 – É tão bom (con MC Kekel)
- 2021 – Me belisca (con Igor Ferraz)
- 2021 – Eclipse do meu coração (con Solange Almeida)
- 2021 – Tô a fim de namorar
- 2021 – Mina de ouro (con Dennis)
- 2022 – Arrochadinha (con Tayrone)
- 2022 – Terminou com calma (con Juan Marcus & Vinicius)
- 2022 – Injusto demais (con Dilsinho)
- 2022 – Cachoeira (con Vitão)
- 2022 – Injusto demais (con Dilsinho)
- 2022 – Terminou com calma (con Juan Carlos & Vinícius)
- 2022 – Uma hora cansa (con Lucas & Gustavo)
- 2022 – Elevador
- 2022 – Cura essa saudade (con Alselmo Ralph)
- 2022 – Transa (con Guilherme & Santiago)
- 2022 – A minha inda volta (con Juan Carlos & Vinícius)
- 2022 – Prioridades (con Paula Fernandes)
- 2022 – Se é amor não sei
- 2023 – Tanto faz (con Xand Avião)
- 2023 – Desandei (con Guilherme & Benuto)
- 2023 – Quem é o mais sem vergonha? (con Bruno Rosa)
- 2023 – Beijo fuleiro (con Diego & Victor Hugo)
- 2023 – Estrela
- 2023 – Em primeira mão (con Sorriso Maroto)
- 2023 – Por isso que eu bebo (con Maria Cecília & Rodolfo)
- 2023 – Juvenil (con Paulo & Nathan)
- 2023 – Decida/Solidão/Vontade dividida (con Milionário)
- 2023 – Frio da solidão (con Fred & Fabrício)
- 2023 – Que dá vontade dá/Mete sua boca (con Guilherme & Santiago)
- 2023 – Só vai saber (con Lucas Lucco)
- 2024 – Escrito nas estrelas
- 2024 – Haverá sinais (con Jorge & Mateus)
- 2024 – Sofrimento líquido (con le Cristinas)
- 2024 – Beija não (con Kart Love)
- 2024 – Voltinha (con Cleber & Cauan)
- 2024 – Piti (con Luiz Henrique e Léo)
- 2024 – Dona do mel (con Hugo Henrique)
- 2024 – Efeitos (con Lelis)
- 2024 – Sombra desconhecida (con Zé Neto & Cristiano)
- 2024 – Desconhecido (con Diego & Arnaldo)
- 2024 – Pega sertanejo (con Kaique e Felipe)
- 2024 – Melhor saída (con MC J Mito e DJ Borest)
- 2024 – Fetiche (con le Cristinas)
- 2025 – Saudade burra (con Simone Mendes)
- 2025 – Maluca (con Mari Fernandez)
- 2025 – De ex pra ex (con Alexandre Pires)
- 2025 – Em todo lugar (con Nando Reis)